# Radnice v Dobrušce
Radnice v Dobrušce na Náměstí F. L. Věka čp. 1 je historická radniční budova, chráněná jako kulturní památka. Přes řadu úprav a přestaveb po požárech si radnice zachovala svůj renesanční charakter.

## Historie
Původní radnice na severozápadní straně náměstí vyhořela při velkém požáru města v roce 1565, poté byla postavena dnešní budova v centru náměstí, kde tvoří dominantu města.

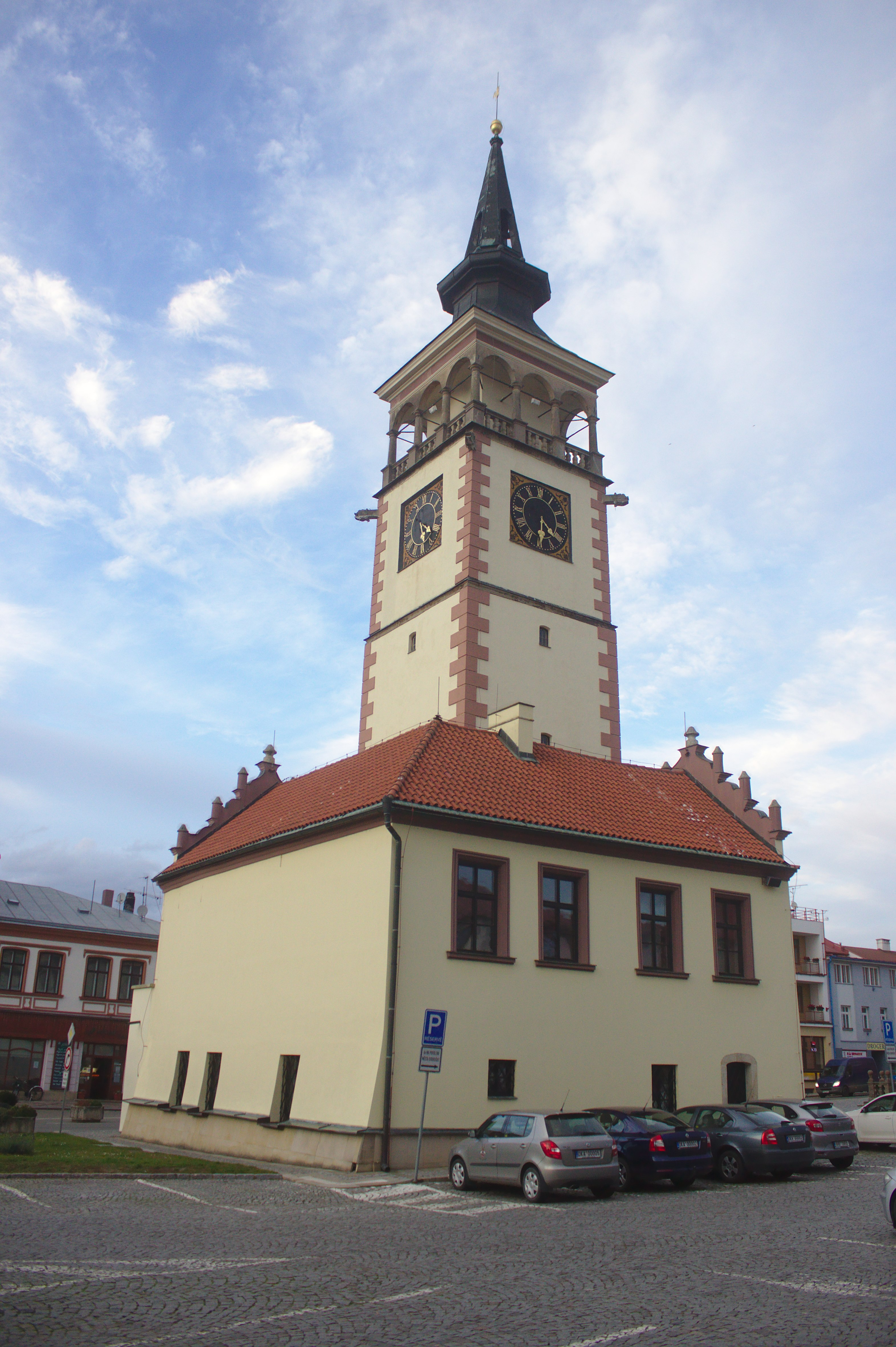
Radnice

Budova je poprvé je připomínána roku 1608, v roce 1702 byla pozlacena kopule, nový kryt věže byl pořízen v roce 1792. Roku 1806 celá budova radnice vyhořela, znovu v roce 1866. Teprve po tomto požáru vzniklo dnešní zastřešení budovy i věže.
Roku 1938 byl zpracován plán na přestavbu radnice. Vzhledem k válečným událostem k přestavbě nedošlo, plán byl nevhodný.

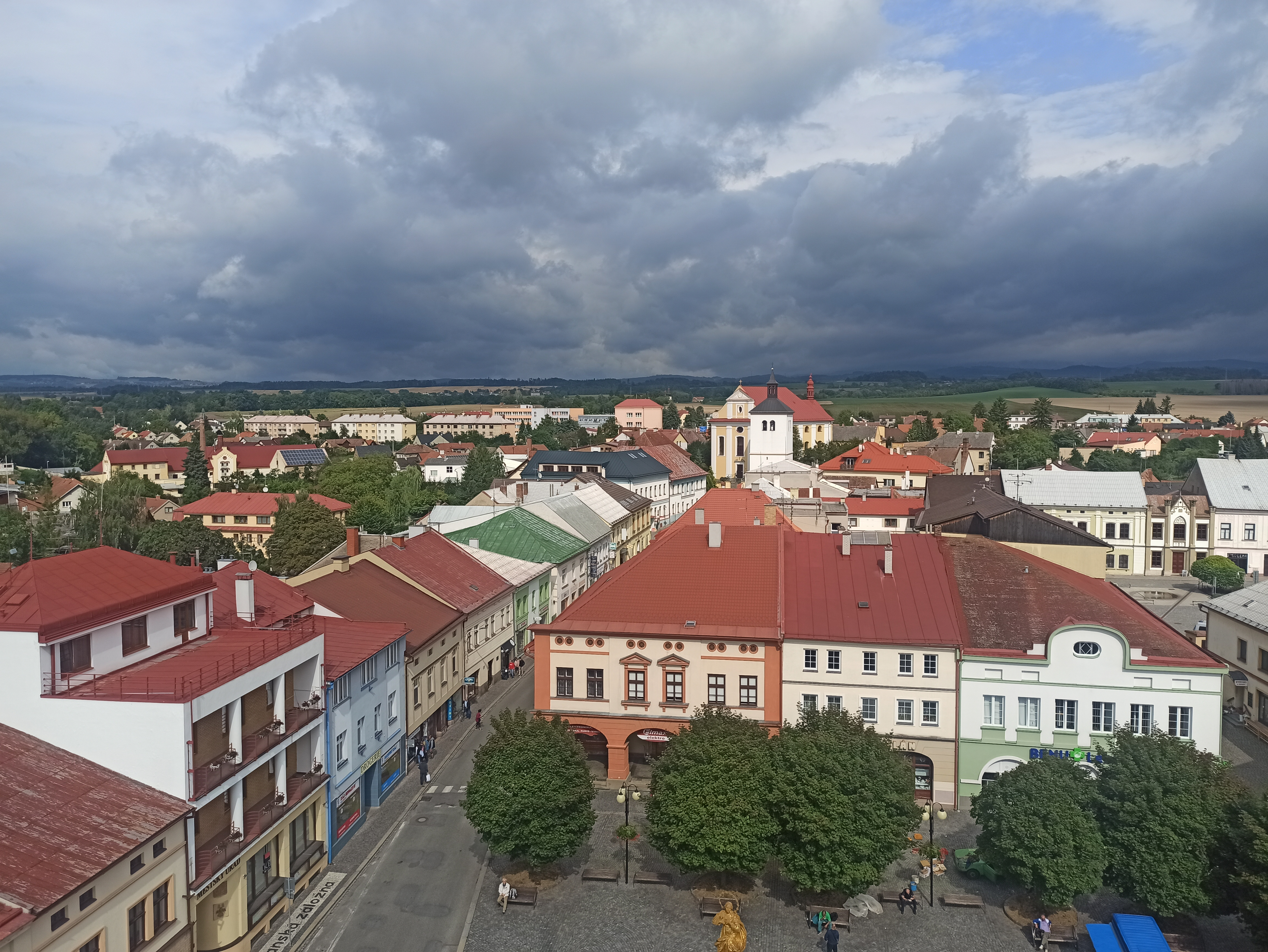
Výhled z radniční věže k severovýchodu

V budově radnice obývá dnes městský úřad jen reprezentační prostory v suterénu (původně sklepy), v dalších částech jsou umístěny expozice Vlastivědného muzea Dobruška: Mládí Františka Kupky, Dílo Aloise Beera a Hrdelní právo města Dobrušky. Věž s rozhledem na město a Orlické hory je v letní sezóně přístupná veřejnosti.

## Architektura
Radnice uprostřed rozlehlého náměstí je jednopatrová budova s dominantní 45 metrů vysokou čtverhrannou věží členěnou římsami do tří pater s malými okénky. Na vrcholu věže je arkádový renesanční ochoz se čtyřmi toskánskými sloupy na každé straně věže a kamennou balustrádou. Věž má plechovou střechu s bání, z níž vychází tyč s pozlacenou korouhvičkou ve tvaru lva. Do věže vede dřevěné dubové schodiště.
Spodní část věže je z jižní a západní strany obestavěna jednopatrovou stavbou se sedlovou střechou pokrytou taškami. Průčelím budovy radnice je strana s venkovním vstupním jednoramenným kamenným schodištěm vedoucím do prvního patra budovy. Pod schodištěm je vstup do přízemí radnice, za vstupní chodbičkou je největší přízemní místnost s valenou klenbou a výsečí pro vstup do věže. V zadní části budovy jsou tři velké místnosti s valenou klenbou a jedna malá místnost s křížovou klenbou.
Radnice je podsklepena, sklepy byly využívány ke skladování soli a vína.

## Vybavení
Součástí věže byla městská hláska s bytem hlásného v šestém patře věže, který byl zrušen až ve 20. století, světnička byla stavebně upravena. Ve věžním schodišti je hodinová funkční skříň, v pátém patře věže jsou na všech čtyřech stranách věže ciferníkové hodiny. Nad patou schodiště do patra věže je dochován původní popravčí zvon z roku 1607.